# Кукушкино (Казань)
Кукушкино (Кокушкино, тат. Кукушкин, Kukuşkin) — посёлок в Приволжском районе Казани.

## География
Посёлок расположен на берегу Волги, которая находится к западу от посёлка, с остальных трёх сторон Кукушкино окружено нежилыми районами. 

## Население
| 1646 | 1859 | 1897 | 1927 | 2000-е |
| ---- | ---- | ---- | ---- | ------ |
| 120  | ↗227 | ↗332 | ↗545 | ↗1450  |

## История
Упоминается в 1621 году как починок Заднего поля. Население деревни относилось к сословию дворцовых (позднее – удельных) крестьян. Четвёртая ревизия 1781 года выявила в деревне 53 души мужского пола.
В начале XX века деревня относилась к приходу села Воскресенское Воскресенской волости. Кроме сельского хозяйства жители деревни занимались кузнечным промыслом, ловлей рыбы, торговлей сеном. В открытой в 1875 году земской школе на 1905 год обучались 30 мальчиков и 27 девочек; кроме детей из Кукушкино в ней учились дети из Малых и Больших Отар и Победилова.
Во время Гражданской войны деревня дважды переходила из рук в руки: 6 сентября 1918 года отряд чехословаков под командованием Йозефа Швеца занял Кокушкино; деревня была отбита красными не позднее 13 сентября.
С середины XIX века до 1927 года деревня входила в Воскресенскую волость Казанского уезда Казанской губернии (с 1920 года — Арского кантона Татарской АССР). После введения районного деления в Татарской АССР в составе Казанского пригородного района. На низшем административном уровне до первой половины 1930-х года Кукушкино входило в Кукушкинский сельсовет, образованный в 1918 году.. После присоединения к Казани посёлок входил в состав Бауманского (до 1935) и Сталинского (с 1956 года Приволжского) (с 1935) районов.
Летом 1957 г. завершилось наполнение Куйбышевского водохранилища, и Волга подошла вплотную к Кукушкино; часть домов посёлка была перенесена в связи с попаданием в зону затопления Куйбышевского водохранилища.

## Улицы
- Загородная (тат. Шәһәр чите урамы, Şähär çite uramı, бывшая 5-я вновь проектируемая, переименована до 1939 года[24]). Начинаясь от пересечения с Поперечно-Прогонной и Просёлочной улицами, заканчивается пересечением с безымянным проездом, являющимся восточной границей посёлка.
- Кисловодская (тат. Кисловодск урамы, Kislovodsk uramı). Название от города Кисловодск.[25] Современное название с 20 ноября 1955 года.[26] Начинаясь от Кисловодского переулка, заканчивается пересечением с Кукушкинской улицей.
- Кисловодский переулок (тат. Кисловодск тыкрыгы, Kislovodsk tıqrığı). Начинаясь от Кисловодской улицы, заканчивается пересечением с Поперечно-Кукушкинской улицей.
- Кукушкинская (тат. Кукушкино урамы, Kukuşkino uramı, бывшая Савиновская, переименована до 1939 года[27]). Названа по посёлку, в котором находится. Начинаясь от Поперечно-Кукушкинской улицы, пересекает Кукушкинский переулок, Параллельно-Кисловодскую, Кисловодскую, Поперечно-Кукушкинскую улицы и заканчивается пересечением с Прогонной улицей.
- Кукушкинский переулок (тат. Кукушкино тыкрыгы, Kukuşkino tıqrığı). Начинаясь от Продольно-Кукушкинской улицы, заканчивается пересечением с Кукушкинской улицей.
- Оранжерейная (тат. Оранжерея урамы, Oranjereyä uramı, бывшая 2-я вновь проектируемая, переименована до 1939 года[24]).
- Параллельно-Кисловодская (тат. Параллел Кисловодск урамы, Parallel Kislovodsk uramı). Начинаясь от Продольно-Кукушкинской улицы, заканчивается пересечением с Кукушкинской улицей.
- Параллельно-Прогонная (тат. Параллел Куып йөртү урамы, Parallel Quıp yörtü uramı). Начинаясь от Поперечно-Прогонной улицы, заканчивается пересечением с безымянным проездом, являющимся восточной границей посёлка.
- Парниковая (тат. Парханә урамы, Parxanä uramı, бывшая 1-я вновь проектируемая, переименована до 1939 года[24]). Начинаясь от Поперечно-Прогонной улицы, заканчивается пересечением с безымянным проездом, являющимся восточной границей посёлка.
- Поперечно-Кукушкинская (тат. Аркылы Кукушкино урамы, Arqılı Kukuşkino uramı). Состоит из двух частей: 
  - 1-я часть начинается от Кисловодского переулка, пересекает Кукушкинскую, 1-ю и 2-ю Столбищенские улицы и заканчивается пересечением с Магистральной улицей;
  - 2-я часть начинается от Магистральной улицы, пересекает Кукушкинскую улицу, заканчивается на полуострове, вдающемся в Волгу.
- Поперечно-Прогонная (тат. Аркылы Куып йөртү урамы, Arqılı Quıp yörtü uramı). Начинаясь от Прогонной улицы, пересекает Параллельно-Прогонную, Парниковую, Оранжерейную, Услонскую, Теньковскую улицы и заканчивается пересечением с Загородной и Просёлочной улицами.
- Прогонная (тат. Мал куу юлы урамы, Mal quu yulı uramı). Начинаясь от Волги, пересекает Поперечно-Прогонную, Кукушкинскую улицы, заканчивается пересечением с безымянным проездом, являющимся восточной границей посёлка.
- Продольно-Кукушкинская (тат. Буй Кукушкино урамы, Buy Kukuşkino uramı). Начинаясь от Параллельно-Кисловодской улицы, заканчивается пересечением с Кукушкинским переулком.
- Просёлочная (тат. Таш җәелмәгән урам, Taş cäyelmägän uram, бывшая 6-я вновь проектируемая, переименована до 1939 года[27]). Начинаясь от пересечения с Поперечно-Прогонной и Загородной улицами, заканчивается в районе домов №№7, 9, 9а и 10 по Просёлочной улице.
- Столбищенская 1-я (тат. 1 нче Сталбишчы урамы, 1 nçe Stalbişçı uramı, бывшая 2-я Савиновская, переименована до 1939 года[27]). Название от села Столбище, бывшего райцентра. Начинаясь от 2-й Столбищенской улицы, заканчивается пересечением с Поперечно-Кукушкинской улицей.
- Столбищенская 2-я (тат. 2 нче Сталбишчы урамы, 2 nçe Stalbişçı uramı). Начинается от пересечения с улицами Кулагина и Магистральной, пересекает 2-ю Столбищенскую улицу, заканчивается пересечением с Поперечно-Кукушкинской улицей.
- Теньковская (тат. Тәмте урамы, Tämte uramı, бывшая 4-я вновь проектируемая, переименована до 1939 года[27]). Название от села Теньки, бывшего райцентра.[25] Начинаясь от Поперечно-Прогонной улицы, заканчивается пересечением с безымянным проездом, являющимся восточной границей посёлка.
- Услонская (тат. Ослан урамы, Oslan uramı). Начинаясь от Поперечно-Прогонной улицы, заканчивается пересечением с безымянным проездом, являющимся восточной границей посёлка.